# Герб на Аляска
Гербът на Аляска е изобразявал ледник, северното сияние, ескимоско иглу и ловящ риба ескимос. Автор на герба е първият губернатор на щата. През 1910 г. гербът е заменен с по-представителен. Днешният герб е кръгъл, обрамчен с кръгла лента с надпис The seal of the state of Alaska (Печатът на щата Аляска) и рисунки на риба и тюлен. Във вписан кръг са изобразени: в горната част планини обрамчени с лъчите на Северното сияние, в средата отляво е изобразена гора и преминаващ влак, а отдясно море с плаващи кораби, символизиращи дърводобива и търговското корабоплаване. В долната част са изобразени фермер, ферма и три купа с пшеница, символизиращи земеделието развивано в щата.